# District de Mikata (Hyōgo)
Ne doit pas être confondu avec le district de Mikata dans la préfecture de Fukui.
Le district de Mikata (美方郡, Mikata-gun) est un district de la préfecture de Hyōgo au Japon.
Au 1er octobre 2014, sa population était de 33 122 habitants pour une superficie de 610,08 km2.

## Communes du district
- Kami
  - Ojiro (secteur autonome)
- Shin'onsen